# Алханчуртска долина
Алханчу̀ртската долѝна (на руски: Алхантчурская долина) е продълговато понижение, простиращо се в североизточната част на Република Северна Осетия, северната част на Република Ингушетия и северозападната част на Република Чечения.
Тя е разположена в Предкавказието, между ниските хребети Терски на север и Сунженски на юг и се простира на 110 km от запад на изток между десните брегове на река Терек. Ширина до 10 km. Има типичен степен ландшафт, като до голяма степен земите ѝ са земеделски усвоени. Отводнява се от Алханчуртския канал, отделящ се от река Терек. В нея са разположени град Малгобек в Ингушетия и сгт Горагорски в Чечения.

## Топографски карти
- К-38-А М 1:500000[2]
- К-38-Б М 1:500000[3]